# Alison La Placa
Alison Jo La Placa (* 16. Dezember 1959 in Newark, Essex County, New Jersey) ist eine US-amerikanische Theater-, Filmschauspielerin und Synchronsprecherin. Sie wurde bekannt durch ihre Darstellung der Linda Phillips in den US-amerikanischen Fernsehserien Duet und Open House Ende der 1980er Jahre und als Catherine Merrick in Nachtschicht mit John Mitte der 1990er Jahre.

## Leben
La Placa wurde in New Jersey geboren, wuchs allerdings in einem Vorort von Chicago auf. Sie absolvierte ein Schauspielstudium an der Illinois Wesleyan University und erhielt eine umfassende Ausbildung in klassischem Klavier und Gesang. Sie spielte auf der Bühne in regionalen Produktionen der Musicals Dames at Sea und Company sowie in der Produktion von Strider des Los Angeles Cast Theatre. Seit 1992 ist sie mit dem Schauspieler Philip Charles MacKenzie verheiratet.
Sie ist seit 1983 als Filmschauspielerin tätig. Eine erste größere Rolle hatte sie in dem Film Rock Aliens. Nach Nebenrollen und Episodenrollen in verschiedenen Fernsehserien wirkte sie von 1987 bis 1989 als Linda Phillips in insgesamt 54 Episoden der Fernsehserie Duet mit. Von 1989 bis 1990 verkörperte sie die gleiche Rolle in 24 Episoden der Fernsehserie Open House. Von 1994 bis 1996 war sie als Catherine Merrick in insgesamt 49 Episoden der Fernsehserie Nachtschicht mit John zu sehen. Danach folgten Episodenrollen in Fernsehserien wie Eine himmlische Familie, Malcolm mittendrin, Emergency Room – Die Notaufnahme, Desperate Housewives und Grey’s Anatomy. Ab dem 21. Jahrhundert gingen Tätigkeiten für die Filmindustrie merklich zurück. In den 1990er Jahren lieh sie zu dem einigen Charakteren in Zeichentrickserien ihre Stimme.

## Filmografie

### Schauspiel
- 1983: Beziehung, nein danke (Listen to Your Heart) (Fernsehfilm)
- 1983: Diner (Kurzfilm)
- 1984: Rock Aliens (Voyage of the Rock Aliens)
- 1984: Suzanne Pleshette Is Maggie Briggs (Fernsehserie, Episode 1x04)
- 1984: Familienbande (Family Ties) (Fernsehserie, Episode 3x06)
- 1985: Cheers (Fernsehserie, Episode 3x19)
- 1985: Fletch – Der Troublemaker (Fletch)
- 1985: Ich muß sie töten (Murder: By Reason of Insanity) (Fernsehfilm)
- 1985: Unter Brüdern (Brothers) (Fernsehserie, Episode 2x25)
- 1986: Remington Steele (Fernsehserie, Episode 4x19)
- 1986: Geschlechtsumwandlung – I Change My Life (Second Serve) (Fernsehfilm)
- 1987: Unser Haus (Our House) (Fernsehserie, Episode 1x16)
- 1987: Fame – Der Weg zum Ruhm (Fame) (Fernsehserie, Episode 6x13)
- 1987–1989: Duet (Fernsehserie, 54 Episoden)
- 1989–1990: Open House (Fernsehserie, 24 Episoden)
- 1990: Madhouse
- 1991: Stat (Fernsehserie, 6 Episoden)
- 1991: Ein Weihnachtstraum (In the Nick of Time) (Fernsehfilm)
- 1992–1993: The Jackie Thomas Show (Fernsehserie, 18 Episoden)
- 1994: Tom (Fernsehserie, 12 Episoden)
- 1994–1996: Nachtschicht mit John (The John Larroquette Show) (Fernsehserie, 49 Episoden)
- 1995: An Affectionate Look at Fatherhood
- 1997: Temporarily Yours (Fernsehserie, Episode 1x06)
- 1997: Friends (Fernsehserie, 3 Episoden)
- 1998: Eine himmlische Familie (7th Heaven) (Fernsehserie, Episode 3x05)
- 2000: Malcolm mittendrin (Malcolm in the Middle) (Fernsehserie, Episode 2x06)
- 2001: Nathan’s Choice (Kurzfilm)
- 2002: Emergency Room – Die Notaufnahme (ER) (Fernsehserie, Episode 8x22)
- 2006: Desperate Housewives (Fernsehserie, Episode 3x10)
- 2007: O.C., California (The O.C.) (Fernsehserie, Episode 4x12)
- 2007: Grey’s Anatomy (Fernsehserie, 2 Episoden)
- 2008: Boston Legal (Fernsehserie, 2 Episoden)
- 2008–2010: Ehe ist… (’Til Death) (Fernsehserie, 3 Episoden)
- 2009: Lie to Me (Fernsehserie, Episode 1x06)
- 2009: Without a Trace – Spurlos verschwunden (Without a Trace) (Fernsehserie, Episode 7x17)
- 2010: 15 Minutes (Fernsehfilm)
- 2011: Man Up! (Fernsehserie, Episode 1x05)
- 2012: Up All Night (Fernsehserie, Episode 1x14)
- 2014: Mom (Fernsehserie, Episode 2x04)

### Synchronisation
- 1994: Batman (Batman: The Animated Series) (Zeichentrickserie, Episode 3x04)
- 1997: Duckman (Duckman – Private Dick/Family Man) (Zeichentrickserie, Episode 4x09)
- 1997: Johnny Bravo (Zeichentrickserie, Episode 1x11)
- 1999: Hercules (Zeichentrickserie, Episode 1x48)